# Le Caule-Sainte-Beuve
Le Caule-Sainte-Beuve település Franciaországban, Seine-Maritime megyében. Lakosainak száma 479 fő (2022. január 1.). Le Caule-Sainte-Beuve Aubermesnil-aux-Érables, Auvilliers, Flamets-Frétils, Illois, Landes-Vieilles-et-Neuves, Nullemont, Rétonval, Sainte-Beuve-en-Rivière és Saint-Germain-sur-Eaulne községekkel határos.

## Népesség
A település népességének változása:
| Lakosok száma | 478  | 489  | 494  | 487  | 485  | 482  | 481  | 482  | 479  |
|               | 2013 | 2015 | 2016 | 2017 | 2018 | 2019 | 2020 | 2021 | 2022 |